# 게이츠헤드 FC
게이츠헤드 풋볼 클럽(Gateshead Football Club)은 잉글랜드 타인 위어 주 게이츠헤드를 연고로 하는 프로 축구 구단이다. 1977년 창단 이래 네 번의 리그 우승과 한 번의 챌린지 실드 우승을 차지하였다. 현재 내셔널리그에 소속되어 있다.

## 역사
구단의 역사는 1899년 창단된 사우스 실즈 애들레이드로 거슬러 올라간다. 사우스실즈에 연고를 두고 1919년부터 풋볼 리그에 참가하기 시작했다. 이후 1930년 재정난으로 인해 지금의 게이츠헤드로 연고를 옮기고 명칭을 변경하였다. 그러나 1960년 리그에서 퇴출당하고 1973년 해산한다. 같은 역사가 반복되어 다시 사우스실즈에서 창단된 팀이 게이츠헤드로 연고를 옮기고 명칭을 게이츠헤드 유나이티드로 변경하였지만 1976–77 시즌을 끝으로 해체하게 된다. 그를 대신하기 위해 창단된 구단이 지금의 게이츠헤드 FC이다.

## 상징색과 문장
1980년대 중반 당시 사용하던 화려한 줄무늬 유니폼을 버리고 게이츠헤드 클럽 시절의 흑백 유니폼으로 돌아갔다. 2011년에는 어웨이 유니폼도 창단 초기의 푸른색으로 교체했다. 지역을 상징하는 조각 작품인 북방의 천사를 구단 문장에 그려넣고 있다.

## 경기장
창단 이래 줄곧 게이츠헤드 인터내셔널 스타디움에서 경기를 펼쳐왔다. 2015년 12월, 새롭게 취임한 구단주 리처드 베넷은 구단의 새 경기장을 짓기 위한 장소를 물색 중이라고 밝혔다.

## 선수단
- 2018년 5월 10일 기준

참고: FIFA 자격 규정에 따라 소속된 국가대표팀 국기를 표시합니다. 선수는 복수의 FIFA 비회원국 국적을 가지고 있을 수 있습니다.
| 번호 | 포지션 | 국적       | 이름            |
| ---- | ------ | ---------- | --------------- |
| 1    | GK     | 잉글랜드   | 제임스 몽고메리 |
| 2    | DF     | 잉글랜드   | 시오 바셀       |
| 3    | DF     | 웨일스     | 스콧 배로우     |
| 4    | DF     | 스코틀랜드 | 프레이저 커     |
| 5    | DF     | 아일랜드   | 닐 번           |
| 6    | DF     | 잉글랜드   | 자말 파이필드   |
| 8    | FW     | 웨일스     | 리처드 페니켓   |
| 9    | FW     | 잉글랜드   | 대니 존슨       |
| 11   | FW     | 스코틀랜드 | 조던 프레스턴   |
| 13   | MF     | 북아일랜드 | 패트릭 맥러플린 |

| 번호 | 포지션 | 국적     | 이름              |
| ---- | ------ | -------- | ----------------- |
| 14   | MF     | 잉글랜드 | JJ 오 도넬        |
| 15   | FW     | 잉글랜드 | 니알 벨           |
| 17   | MF     | 잉글랜드 | 키어런 그린       |
| 18   | DF     | 잉글랜드 | 대니 번스         |
| 20   | FW     | 잉글랜드 | 매컬레이 랭스테프 |
| 22   | MF     | 잉글랜드 | 톰 화이트         |
| 23   | DF     | 잉글랜드 | 존 멜리시         |
| 25   | GK     | 잉글랜드 | 이아인 맥레오드   |
| 27   | MF     | 잉글랜드 | 리스 그린우드     |

## 역대 감독
| 감독        | 임기        |
| ----------- | ----------- |
| 토미 캐시디 | 1993 ~ 1994 |
| 짐 플랫     | 1997        |

## 기록
- 최다 관중 기록: 11,750명 vs 뉴캐슬 유나이티드 FC, 친선 경기, 1995년 8월 7일
- 최다 점수차 승리: 8–0 vs 네더필드, 노던 프리미어리그[2]
- 최다 점수차 패배: 9–0 vs 서턴 유나이티드, 풋볼 컨퍼런스, 1990년 9월 22일[2]
- 개인 최다 출장: 제임스 커티스, 596경기 (2003–2016)[2][3]
- 개인 최다 득점: 폴 톰슨, 130골[2] (1995–1997, 1999–2004, 2005–2008)

### 우승 기록

#### 노던 프리미어리그
- 프리미어 디비전 우승 1982–83, 1985–86
- 챌린지 실드 우승 1985–86